# Timocratica
Timocratica é um gênero de traça pertencente à família Agonoxenidae.